# 斯佩茨敦
斯佩茨敦（英語：Speightstown）是加勒比海島國巴巴多斯聖彼得教區的一個城市，也是該國的第二大城市，位於布里奇敦以北19公里，始建於約1630年，得名於威廉·斯佩特，2013年人口3,634人。

## 友好城市
斯佩茨敦已经友好于：：
- 英国英格兰 - 雷丁（自2003年起）[2][3]
- 美国南卡罗来纳州 - 查尔斯顿（自1997年11月起）